# Миколай Грохольський
Микола́й Грохо́льський гербу Сирокомля або Ґрохольський Микола Мартинович (пол. Mikołaj Grocholski z Grabowa herbu Syrokomla, рос. Николай Мартынович Грохольский) (11 вересня 1781, с. П'ятничани – 9 жовтня 1864, Кам'янець-Подільський) — граф, статський радник, маршалок шляхти Подільської губернії (1811—1814), Подільський губернатор (1823—1831), дійсний статський радник (з 1827), рязанський губернатор (1831).

## Біографія
Батько — Марцін Ґрохольський, останній воєвода Брацлавський часів Речі Посполитої, мати — Цецилія Мишка-Холоневська гербу Корчак, донька Буського каштеляна Адама Алоїза Мишки-Холоневського і Саломеї з Контських гербу Брохвич. 
Миколай Грохольський був маршалком шляхти Подільської губернії (1811—1814), Подільським віце-губернатором (1819—1823), Подільським цивільним губернатором (31 грудня 1823 — 22 лютого 1831), рязанським губернатором (22 лютого 1831 — 21 червня 1831).

## Родина
Дружина — графиня Емілія Мишка-Холоневська, донька графа Рафала Мишки-Холоневського та Катажини Жищевської гербу Побуг. В шлюбі мали єдину доньку — Марію (1820—1853), дружину (з 1843 р.) Войцеха Фелікса Болеслава Дзєржикрай-Моравського (пол. Wojciech Feliks Bolesław Dzierżykraj-Morawski z Chomęcic herbu Drogosław (Nałęcz)).